# Cavriglia
Cavriglia là một đô thị ở tỉnh Arezzo trong vùng Toscana, tọa lạc khoảng 35 km về phía đông nam của Florence và khoảng 35 km về phía tây của Arezzo. Tại thời điểm ngày 31 tháng 12 năm 2004, đô thị này có dân số 8.622 người và diện tích là 60,9 km².
Đô thị Cavriglia có các frazioni (các đơn vị cấp dưới, chủ yếu là các làng) Castelnuovo dei Sabbioni, Massa dei Sabbioni, Meleto Valdarno, Montegonzi, Neri, S.Barbara, S.Cipriano, và Vacchereccia.
Cavriglia giáp các đô thị sau: Figline Valdarno, Gaiole in Chianti, Greve in Chianti, Montevarchi, Radda in Chianti, San Giovanni Valdarno.